# Piņķi
Piņķi – wieś w centralnej części Łotwy, 15 km od centrum Rygi, przy skrzyżowaniu dróg A5 i A10, na prawym brzegu rzeki Neriņa.

## Historia
Pierwsza wzmianka o wsi pojawiła się w 1225 roku. 
W 1884 roku, w trakcie rusyfikacji, Piņķi Nikolaj założył tu szkołę o nazwie Pēterskolu, w której uczono w języku rosyjskim. W 1883 roku założono tu kolejne szkoły: szkołę Anny Kalniņas (29 uczniów), prywatną szkołę Mārtiņa Amola (15 uczniów) i niemiecką szkołę parafialną (56 uczniów).
W 1919 roku na terenie wsi odbywały się walki o niepodległość Łotwy. 22 maja 1919 roku rozegrała się bitwa pomiędzy żołnierzami brygady południowołotewskiej a wojskami Łotewskiej Socjalistycznej Republiki Radzieckiej. 4 listopada nad rzeką Lelupą wojska łotewskie stoczyły walkę z Zachodnią Armią Ochotniczą.

## Transport
Przez teren wsi przebiega pięć linii autobusowych:
- linia nr 4 (Piņķi - Babīte - Jūrmalas gatve - Rīga)
- linia nr 32 (Piņķi - Jūrmalas šoseja - Rīga)
- linia nr 43 (Skulte - Piņķi - Rīga)
- Rīga - Piņķi - Kalnciems
- mikrobus (Lāči - Piņķi - Rīga)

## Atrakcje turystyczne, szkoły, życie kulturalne
- Szkoła Babītes
- Szkoła muzyczna Babītes
- zespół harfiarzy „Dzītariņi”
- przedszkole „Saimīte”
- Kompleks sportowy Babītes
- chór młodzieżowy „Maska”
- chór mieszany „Atskaņa”
- chór dziewczęcy klas 5-9 szkoły Babītes
- grupa muzyczna „Dārta”
- grupa muzyczna „Star aka”